# Сидоры (Глобинский район)
Сидоры (укр. Сидори) — село,
Горбовский сельский совет,
Глобинский район,
Полтавская область,
Украина.
Код КОАТУУ — 5320681403. Население по переписи 2001 года составляло 205 человек.
В Центральном Государственном Историческом Архиве Украины в городе Киеве в документах села Кагамлык (Горбы) упоминаются жители Сидоров до 1794 года
Село указано на подробной карте Российской Империи и близлежащих заграничных владений 1816 года

## Географическое положение
Село Сидоры находится на берегу реки Кривая Руда,
ниже по течению на расстоянии в 1 км расположено село Горбы,
на расстоянии в 1 км расположено село Белоусовка.
На реке большая запруда.